# 전사 (언어학)
전사(轉寫, transcription)는 언어학에서 언어의 음성을 일정한 규칙에 근거해 문자 표기하는 것을 말한다. 즉, 「음성→문자」의 과정을 가리키는 것으로, 「문자→문자」의 과정인 전자(transliteration)와 대를 이루는 개념이다.

## 같이 보기
- 전자 (언어학)
- 음역 (언어학)